# Milt Gantenbein
Milton Edward „Milt“ Gantenbein (* 31. Mai 1909 in New Albin, Iowa, USA; † 18. Dezember 1988 in Sacramento, Kalifornien) war ein US-amerikanischer American-Football-Spieler. Er spielte in der National Football League (NFL) bei den Green Bay Packers als End.

## Spielerlaufbahn
Gantenbein besuchte in La Crosse, Wisconsin die High School und studierte nach seinem Schulabschluss an der University of Wisconsin–Madison. Im Jahr 1931 erhielt er einen Vertrag bei den von Curly Lambeau trainierten Green Bay Packers, wo er Mitspieler von LaVern Dilweg und Quarterback Arnie Herber wurde. Bereits in seinem ersten Jahr gewann Gantenbein mit seinem Team das NFL Championship Game. Im Jahr 1936 zogen die Packers in das NFL-Meisterschaftsspiel ein und schlugen dort die Boston Redskins mit 21:6. Im folgenden Spieljahr zog Gantenbein mit seinem Team erneut in das NFL Endspiel ein. Das Spiel gegen die New York Giants ging allerdings mit 17:3 verloren. 1939 konnten die Packers neun ihrer 11 Spiele gewinnen. Gantenbeins Mannschaft zog erneut in das NFL Endspiel ein. Gegner waren wiederum die New York Giants, die diesmal mit 27:0 geschlagen wurden. 1940 beendete Gantenbein seine Laufbahn.

## Ehrungen
Gantenbein spielte 1939 im Pro Bowl und ist Mitglied in der Green Bay Packers Hall of Fame. Dreimal wurde Gantenbein zum All-Pro gewählt.

## Trainerlaufbahn
Gantenbein wurde nach seiner Laufbahn Trainer am Manhattan College. Das College stellte allerdings 1942 den Spielbetrieb ein. Gantenbein arbeitete danach im Versicherungsgewerbe.